# Araneus pulchriformis
Araneus pulchriformis är en spindelart som först beskrevs av Roewer 1942.  Araneus pulchriformis ingår i släktet Araneus och familjen hjulspindlar.
Artens utbredningsområde är New South Wales. Inga underarter finns listade i Catalogue of Life.